# كوسالار (خدا أفرين)
كوسالار هي قرية في مقاطعة خدا أفرين، إيران. عدد سكان هذه القرية هو 155 في سنة 2006.